# Massongex
Massongex (frankoprovensalska: Massongié) är en ort och kommun i distriktet Saint-Maurice i kantonen Valais, Schweiz. Kommunen har 2 044 invånare (2023).